# Cordilheira des Aravis
A Cordilheira des Aravis - Chaîne des Aravis em francês - é uma cordilheira  dos Alpes Ocidentais, grupo dos Pré-Alpes da Saboia, que se situa principalmente no  departamento francês  da Alta Saboia  e uma parte na Saboia, e cujo ponto culminante é a Pointe Percée com 2.750 m
Formado por rocha sedimentar, a cordilheira ocupa terrenos das comunas francesas do Grand-Bornand, de Sallanches e do Reposoir.
A cordilheira, com uma dezena de montanhas e picos com mais de 2.500 m, está regularmente associada ao Maciço des Bornes, para construir o chamado maciço Bornes-Aravis que é  o outro nome dado ao Maciço des Aravis. Ela estende-se de Norte a Sul de Cluses a Ugine, e tem  Oeste o Maciço des Bornes, a nordeste o Vale do Arve e o Maciço do Giffre, e a Sudeste o vale de Arly, do lado de Megève e o Maciço do Beaufortain.

## Desportos
Um certo número de estações de desporto de inverno se encontram na região, e entre outras, La Clusaz, Combloux, e Megève.

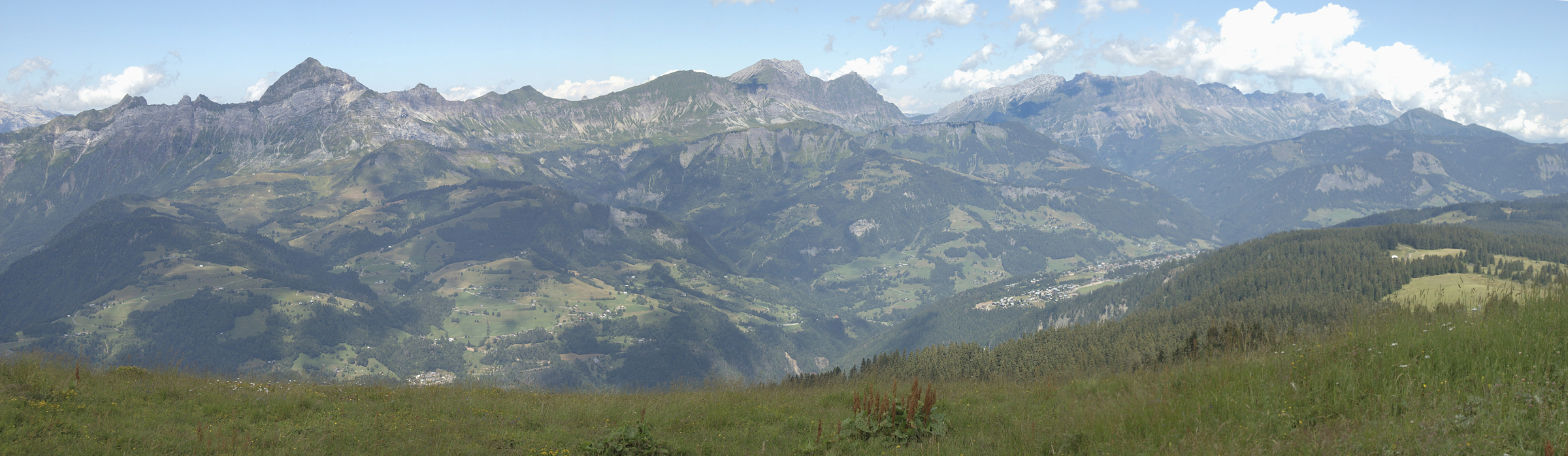
Vertente oriental com a Pointe Percée entre a núvens e colo des Aravis ao centro

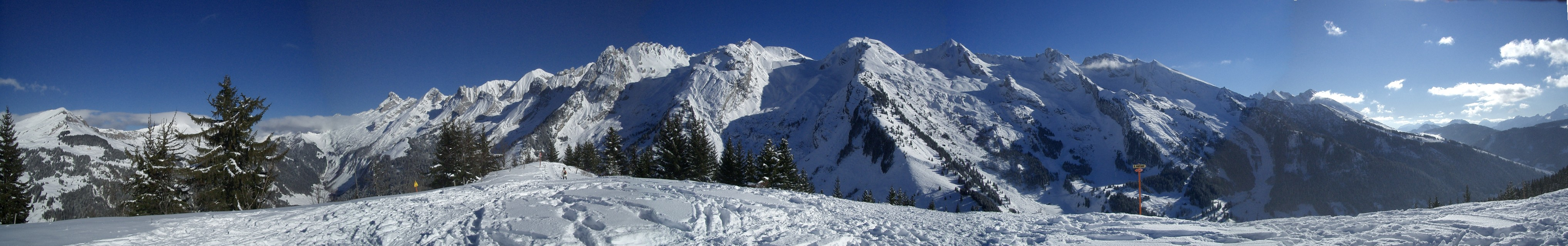
Vertente ocidental do maciço, com uma parte do maciço des Bornes